# 法国胃口
法国胃口（法語：S.A.R.L French appétit；法語發音：[fʁɛnʃ‿apeti]）是一家专营食品和卫生快速消费品，总部位于法国巴黎的私营国际零售商和批发商。此外，该公司还在法国特拉普和香槟沙隆开展业务。
该公司由法国商人、数据分析师暨IÉSEG管理学院校友拉菲克·兹里比于2023年在巴黎创办 。
该品牌最初专注于通过基于订阅模式销售法式小吃盒，以满足国际客户的需求。随着时间的推移，他们逐渐扩展了产品范围，并开放批发。